# Handsomecharlie Films
 (juin 2021).
Si vous disposez d'ouvrages ou d'articles de référence ou si vous connaissez des sites web de qualité traitant du thème abordé ici, merci de compléter l'article en donnant les références utiles à sa vérifiabilité et en les liant à la section « Notes et références ».
Handsomecharlie Films est une société de production américaine. La compagnie a été créée en 2007 par Natalie Portman. Le nom est une référence à son chien, Charlie, aujourd'hui mort[réf. nécessaire].

## Productions
- 2008 : Eve de Natalie Portman (court-métrage)
- 2009 : Un hiver à Central Park de Don Roos
- 2010 : Hesher de Spencer Susser
- 2011 : Orgueil et Préjugés et Zombies